# Lukutuwe

Tres ejemplos de lukutuwe estilizados.

El lukutuwe (del mapudungun: lugar donde se arrodilla), denominado también lukutuel (del mapudungun: arrodillado), es un símbolo antropomorfo, que aparece en diseños textiles mapuche.
Consiste en una figura compuesta por un corte en desdoblamiento vertical, compuesto por longo, cabeza, cuerpo, corazón y Puñontrewa ("Las huellas que deja el perro al pisar con sus manos y pies")

## Significado
De acuerdo a las creencias mapuche, el símbolo identifica el ámbito religioso y también al primer ser humano. 
En el capítulo sexto de su obra La Ciencia Secreta de los Mapuche, el etnólogo y hierólogo mapuche, Aukanaw, denomina al símbolo como "el divino maestro". De acuerdo con su versión, el símbolo representa la encarnación de un ser superior en la tierra, una especie de avatara.
De acuerdo a Sonia Montecino,(falta cita) la figura del lukutuel, propia de la vestimenta femenina denominada trariwe, o faja, representa un "personaje ritual asexuado, representación de los participantes de la gran rogativa, Nguillatún".